# عصر اطلاعات

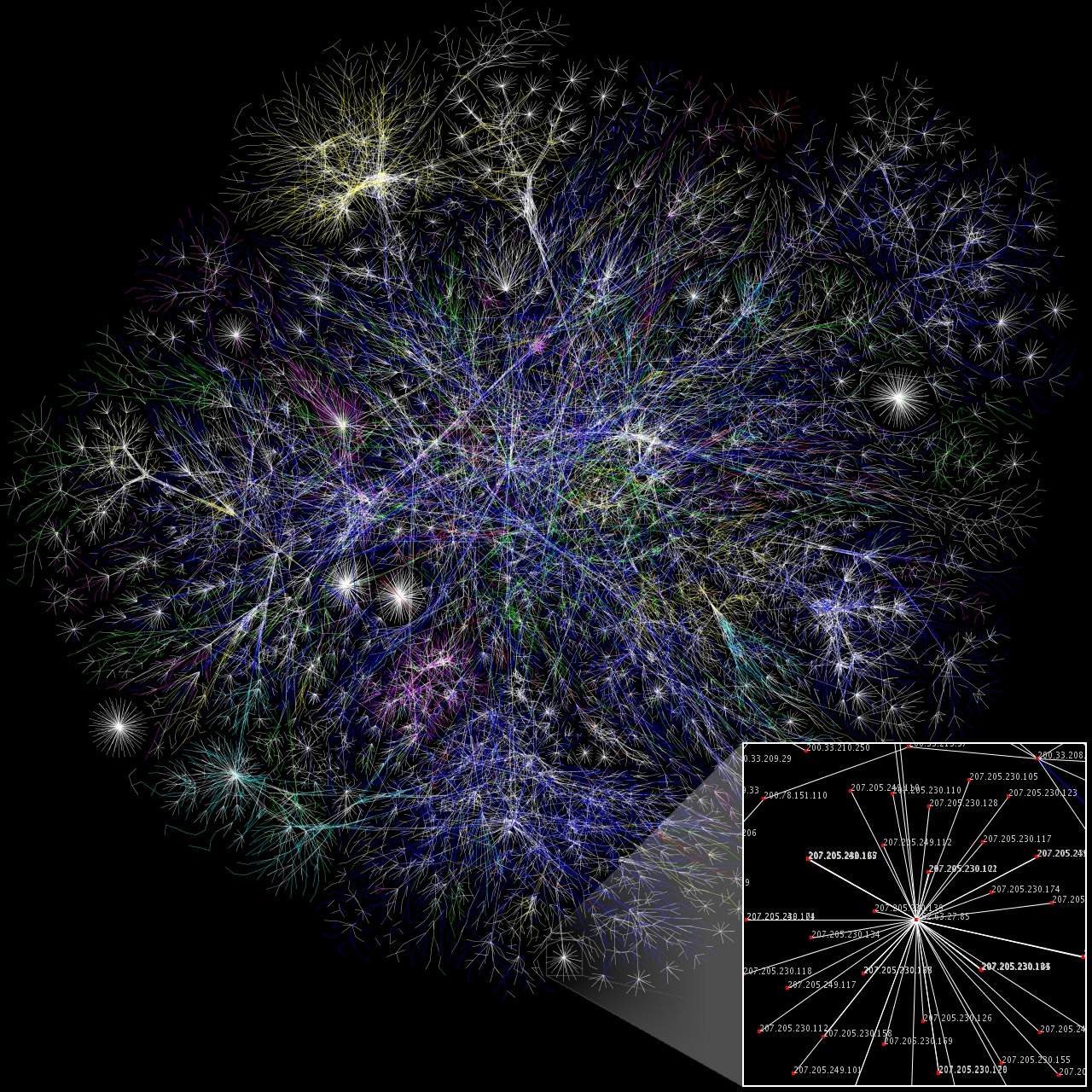
تصویرسازی از مسیرهای مختلف در بخشی از اینترنت

عصر اطلاعات که با نام‌های عصر رایانه، عصر دیجیتال، عصر سیلیکون، عصر رسانه‌های جدید یا عصر رسانه نیز شناخته می‌شود، یک دوره تاریخی است که از اواسط قرن بیستم آغاز شد. این عصر با تغییر سریع از صنایع سنتی، که در طول انقلاب صنعتی شکل گرفتند، به اقتصادی متمرکز بر فناوری اطلاعات مشخص می‌شود. شروع عصر اطلاعات به توسعه ترانزیستور در سال ۱۹۴۷، تقویت‌کننده نوری در سال ۱۹۵۷ و ساعت یونیکس که در ۱ ژانویه ۱۹۷۰ آغاز شد، مرتبط است. این پیشرفت‌های فناورانه تأثیر قابل‌توجهی بر نحوه پردازش و انتقال اطلاعات داشته است.
به گفته شبکه مدیریت دولتی سازمان ملل متحد، عصر اطلاعات با سرمایه‌گذاری بر روی پیشرفت‌های مینیاتورسازی یا کوچک‌سازی رایانه شکل گرفت. این پیشرفت‌ها منجر به مدرنیزه شدن سیستم‌های اطلاعاتی و ارتباطات اینترنتی به‌عنوان نیروی محرکه تکامل اجتماعی-فرهنگی شد.

## مروری بر پیشرفت‌های اولیه

### توسعه کتابخانه‌ها و قانون مور
گسترش کتابخانه‌ها در سال ۱۹۴۵ توسط فریمانت رایدر محاسبه شد و دو برابر شدن ظرفیت آن‌ها را در هر ۱۶ سال در صورت وجود فضای کافی پیش‌بینی کرد. او طرفدار جایگزینی آثار چاپی حجیم و در حال پوسیدگی با عکس‌های آنالوگ ریزفیلم بود که می‌توانستند برای مراجعه‌کنندگان کتابخانه و سایر مؤسسات به‌صورت درخواستی تکثیر شوند.
بااین‌حال، رایدر فناوری دیجیتال را که چند دهه بعد با تصویربرداری دیجیتال، ذخیره‌سازی و محیط انتقال دیجیتال، جایگزین ریزفیلم آنالوگ شد، پیش‌بینی نکرد. بدین ترتیب افزایش چشمگیر در سرعت رشد اطلاعات از طریق فناوری‌های دیجیتال خودکار و فشرده‌سازی بی‌اتلاف امکان‌پذیر شد. بر این اساس، قانون مور که در حدود سال ۱۹۶۵ تدوین شد، محاسبه می‌کند که عدد ترانزیستورها در یک مدار مجتمع یا آی‌سی متراکم تقریباً هر دو سال دو برابر می‌شود.
در اوایل دهه ۱۹۸۰، همراه با پیشرفت در کارآیی کامپیوتر، گسترش رایانه‌های شخصی کوچک‌تر و ارزان‌تر، باعث آزادی اطلاعات شد و امکان دسترسی فوری به اطلاعات و توانایی تبادل و بازیابی اطلاعات را فراهم کرد. اتصال بین رایانه‌ها در سازمان‌ها امکان دسترسی به حجم بیشتری از اطلاعات را فراهم کرد.

### ذخیره اطلاعات و قانون کرایدر
ظرفیت فناوری جهان در ذخیره اطلاعات از ۲٫۶ (فشرده‌سازی شده به‌طور بهینه) اگزابایت (EB) در سال ۱۹۸۶ به ۱۵٫۸ اگزابایت در سال ۱۹۹۳؛ بیش از ۵۴٫۵ اگزابایت در سال ۲۰۰۰؛ و به ۲۹۵ (فشرده‌سازی شده به‌طور بهینه) اگزابایت در سال ۲۰۰۷ رسید. این معادل اطلاعاتی کمتر از یک سی‌دی-رام ۷۳۰ مگابایتی (MB) به ازای هر نفر در سال ۱۹۸۶ (۵۳۹ مگابایت به ازای هر نفر)؛ تقریباً چهار سی‌دی-رام به ازای هر نفر در سال ۱۹۹۳؛ دوازده سی‌دی-رام به ازای هر نفر در سال ۲۰۰۰؛ و تقریباً ۶۱ سی‌دی-رام به ازای هر نفر در سال ۲۰۰۷ است. تخمین زده می‌شود که ظرفیت ذخیره اطلاعات جهان در سال ۲۰۱۴ به ۵ زتابایت رسیده باشد که معادل اطلاعاتی ۴۵۰۰ ردیف کتاب چاپی از زمین تا خورشید است.
حجم داده‌های دیجیتال ذخیره شده به نظر می‌رسد که تقریباً به‌صورت نمایی در حال افزایش است که یادآور قانون مور است. بر این اساس، قانون کرایدر پیش‌بینی می‌کند که فضای ذخیره‌سازی در دسترس نیز به نظر می‌رسد که تقریباً به‌صورت نمایی در حال افزایش است.

### ظرفیت انتقال اطلاعات
ظرفیت فناوری جهان برای دریافت اطلاعات از طریق شبکه‌های پخش یک‌طرفه ۴۳۲ اگزابایت اطلاعات (فشرده‌سازی شده به‌طور بهینه) در سال ۱۹۸۶، ۷۱۵ اگزابایت (فشرده‌سازی شده به‌طور بهینه) در سال ۱۹۹۳، ۱٫۲ زتابایت (فشرده‌سازی شده به‌طور بهینه) در سال ۲۰۰۰ و ۱٫۹ زتابایت در سال ۲۰۰۷ بود که معادل اطلاعاتی ۱۷۴ روزنامه به ازای هر نفر در روز است.
ظرفیت مؤثر جهان برای تبادل اطلاعات از طریق شبکه‌های مخابراتی دوطرفه ۲۸۱ پتابایت اطلاعات (فشرده‌سازی شده به‌طور بهینه) در سال ۱۹۸۶، ۴۷۱ پتابایت در سال ۱۹۹۳، ۲٫۲ اگزابایت (فشرده‌سازی شده به‌طور بهینه) در سال ۲۰۰۰ و ۶۵ اگزابایت (فشرده‌سازی شده به‌طور بهینه) در سال ۲۰۰۷ بود که معادل اطلاعاتی شش روزنامه به ازای هر نفر در روز است. در دهه ۱۹۹۰، گسترش اینترنت باعث جهش ناگهانی در دسترسی به اطلاعات و توانایی به اشتراک گذاشتن آن در مشاغل و خانه‌ها در سراسر جهان شد. به دلیل پیشرفت سریع فناوری، یک کامپیوتری که در سال ۱۹۹۷، ۳۰۰۰ دلار قیمت داشت، دو سال بعد ۲۰۰۰ دلار و سال بعد ۱۰۰۰ دلار قیمت داشت.

### محاسبات
توانایی محاسباتی جهان برای محاسبه اطلاعات با رایانه‌های همه‌منظوره به‌شدت افزایش یافته است. در سال ۱۹۸۶، رایانه‌های جهان می‌توانستند 3.0 × 108 میلیون دستورالعمل در ثانیه (MIPS) انجام دهند. در سال ۱۹۹۳ این مقدار به 4.4 × 109 (MIPS) و در سال ۲۰۰۰ به 2.9 × 1011 (MIPS) رسید و در سال ۲۰۰۷، این تعداد به 6.4 × 1012 میلیون دستورالعمل در ثانیه افزایش یافت. این بدان معنی است که رایانه‌های جهان اکنون می‌توانند بسیار سریع‌تر از مغز انسان محاسبات را انجام دهند. یک مقاله منتشر شده در ژورنال دانشگاهی Trends in Ecology and Evolution در سال ۲۰۱۶ گزارش داد که:
حوزه الکترونیک دیجیتال به‌شدت از ظرفیت شناختی هر انسانی فراتر رفته است و این اتفاق یک دهه زودتر از موعد پیش بینی شده، انجام شده است. ازنظر ظرفیت، دو معیار مهم وجود دارد: تعداد عملیاتی که یک سیستم می‌تواند انجام دهد و مقدار اطلاعاتی که می‌تواند ذخیره شود. تعداد عملیات سیناپسی در ثانیه در مغز انسان بین 10^15 و 10^17 تخمین زده شده است. در حالی که این رقم چشمگیر است، حتی در سال ۲۰۰۷ رایانه‌های همه‌منظوره بشر قادر به انجام بیش از 10^18 دستور در ثانیه بودند. برآوردها نشان می‌دهد که ظرفیت ذخیره‌سازی مغز انسان حدود 10^12 بایت است. بر اساس سرانه، این رقم با ذخیره‌سازی دیجیتال فعلی یعنی 5x10^21 بایت به ازای 7.2x10^9 نفر مطابقت دارد.
درمجموع، این بدان معناست که فناوری دیجیتال اکنون می‌تواند بسیار سریع‌تر از مغز انسان محاسبات را انجام دهد و اطلاعات بسیار بیشتری را ذخیره کند.

### اطلاعات ژنتیکی
اطلاعات ژنتیکی نیز بخش مهمی از انقلاب اطلاعات است. اکنون که توالی‌یابی رایانه‌ای شده است، دانشمندان می‌توانند ژنوم را به عنوان داده ارائه و دستکاری کنند. این بدان معنی است که آن‌ها می‌توانند اطلاعات ژنتیکی را برای درک بهتر نحوه عملکرد بدن انسان و ایجاد درمان‌های جدید برای بیماری‌ها استفاده کنند. این کار با توالی‌یابی دی‌ان‌ای که توسط والتر گیلبرت و آلن مکسام در سال‌های ۱۹۷۶-۱۹۷۷ و فردریک سنگر در سال ۱۹۷۷ اختراع شد، آغاز شد و با پروژه ژنوم انسان که ابتدا توسط گیلبرت مطرح شد، به‌طور پیوسته رشد کرد و درنهایت، کاربردهای عملی توالی‌یابی، مانند آزمایش ژن، پس از کشف جهش ژن سرطان سینه (پروتئین ۱ مستعدکننده به سرطان پستان به‌اختصار BRCA1) توسط میریاد جنتیکس توسعه یافت. داده‌های توالی در ژن‌بانک از ۶۰۶ توالی ژنوم ثبت شده در دسامبر ۱۹۸۲ به ۲۳۱ میلیون ژنوم در آگوست ۲۰۲۱ افزایش یافته است. ۱۳ تریلیون توالی ناقص اضافی در پایگاه داده توالی‌یابی شاتگان در آگوست ۲۰۲۱ ثبت شده است. اطلاعات موجود در این توالی‌های ثبت‌شده هر ۱۸ ماه دو برابر شده است.

## مفهوم‌سازی‌های مختلف از مراحل تاریخی
در طول تاریخ بشر، دوره‌های نادری از نوآوری وجود داشته است که زندگی بشر را متحول کرده است. عصر نوسنگی، عصر علمی و عصر صنعتی همگی در نهایت تغییرات ناپیوسته و برگشت ناپذیری را در عناصر اقتصادی، اجتماعی و فرهنگی زندگی روزمره اکثر مردم ایجاد کردند. به‌طور سنتی، این دوره‌ها صدها سال، یا در مورد انقلاب نوسنگی، هزاران سال به طول انجامیده‌اند، در حالی که عصر اطلاعات در عرض چند سال به همه نقاط جهان رسید. دلیل پذیرش سریع آن، سرعت در حال پیشرفت تبادل اطلاعات است.
بین ۷۰۰۰ تا ۱۰۰۰۰ سال پیش، در دوره نوسنگی، انسان‌ها اهلی کردن حیوانات، کشت غلات و جایگزین کردن ابزارهای سنگی با ابزارهای فلزی را آغاز کردند. این نوآوری‌ها به شکارچیان-گردآورنده‌های عشایر اجازه داد تا ساکن شوند. روستاها در امتداد رودخانه یانگ تسه در چین در ۶۵۰۰ پیش از میلاد، در منطقه رود نیل در آفریقا و در بین‌النهرین (عراق) در ۶۰۰۰ پیش از میلاد تشکیل شدند. شهرها بین ۶۰۰۰ پیش از میلاد و ۳۵۰۰ پیش از میلاد پدیدار شدند. توسعه ارتباطات مکتوب (خط میخی در سومر و هیروگلیف در مصر در ۳۵۰۰ پیش از میلاد و نوشتن در مصر در ۲۵۶۰ پیش از میلاد و در مینوا و چین در حدود ۱۴۵۰ پیش از میلاد) امکان حفظ ایده‌ها برای مدت طولانی و گسترش آن‌ها را فراهم کرد. در کل، تحولات نوسنگی، همراه با نوشتن به‌عنوان یک ابزار اطلاعاتی، زمینه را برای ظهور تمدن فراهم کرد.
عصر علمی در دوره بین اثبات چرخش سیارات به دور خورشید توسط گالیله در سال ۱۵۴۳ و انتشار قوانین حرکت و گرانش نیوتن در کتاب اصول ریاضی فلسفه طبیعی در سال ۱۶۹۷ آغاز شد. این عصر اکتشاف در قرن هجدهم ادامه یافت و با استفاده گسترده از دستگاه چاپ فشاری توسط یوهانس گوتنبرگ تسریع یافت.
عصر صنعتی در سال ۱۷۶۰ در بریتانیای کبیر آغاز شد و تا اواسط قرن نوزدهم ادامه یافت. این عصر بسیاری از جنبه‌های زندگی را در سراسر جهان تغییر داد. اختراع ماشین‌هایی مانند دستگاه بافندگی خودکار توسط ادموند كارترايت، موتور بخار با محور چرخان توسط جیمز وات و ماشین پنبه‌پاک‌کن توسط ایلای ویتنی، به همراه فرایندهای تولید انبوه، برای پاسخگویی به نیازهای جمعیت رو به رشد جهان به کار گرفته شد. عصر صنعتی از بخار و نیروی آب برای کاهش وابستگی به نیروی کار فیزیکی حیوانات و انسان به‌عنوان اصلی‌ترین وسیله تولید استفاده کرد. بنابراین، هسته انقلاب صنعتی تولید و توزیع انرژی از زغال‌سنگ و آب برای تولید بخار و بعداً در قرن بیستم، برق بود.
عصر اطلاعات نیز به الکتریسیته برای تأمین انرژی شبکه‌های جهانی رایانه‌هایی که داده‌ها را پردازش و ذخیره می‌کنند نیاز دارد. بااین‌حال، آنچه که به‌طور چشمگیری سرعت پذیرش عصر اطلاعات را در مقایسه با دوران‌های قبلی افزایش داد، سرعت انتقال دانش و نفوذ آن به کل خانواده بشر در چند دهه کوتاه بود. این تسریع با پذیرش اشکال جدیدی از قدرت به وجود آمد. از سال ۱۹۷۲، مهندسان راه‌هایی را برای مهار نور برای انتقال داده از طریق کابل فیبر نوری ابداع کردند. امروزه، سیستم‌های شبکه نوری مبتنی بر نور در قلب شبکه‌های مخابراتی و اینترنت، سرتاسر جهان را فراگرفته‌اند و بیشتر ترافیک اطلاعات را به سمت و از طرف کاربران و سیستم های ذخیره‌سازی داده منتقل می‌کنند.
در مورد مفهوم‌سازی عصر اطلاعات دیدگاه‌های مختلفی وجود دارد. برخی از نویسندگان این عصر را به سه دوره مجزا تقسیم می‌کنند. در دوره اطلاعات اول اطلاعات از طریق روزنامه، رادیو و تلویزیون منتقل می‌شد. در دوره اطلاعات دوم اینترنت، تلویزیون‌های ماهواره‌ای و تلفن‌های همراه به‌عنوان ابزارهای انتقال اطلاعات ظهور کردند. در دوره اطلاعات سوم رسانه‌های دوره اطلاعات اول و دوم به هم متصل شده‌اند و شکل جدیدی از انتقال اطلاعات را ایجاد کرده‌اند.
دیدگاه دیگر در مورد عصر اطلاعات، آن را بر اساس نظریه موج‌های بلند یوزف شومپیتر یا امواج کندراتیف طبقه‌بندی می‌کند. بر اساس این دیدگاه، نویسندگان معتقدند که سه دوره طولانی‌مدت متفاوت در تاریخ وجود داشته است که هر کدام دارای امواج بلندمدت متفاوتی مشخص شده است. مرحله اول که بر روی تبدیل مواد اولیه مانند سنگ، برنز و آهن تمرکز داشت. مرحله دوم که اغلب به‌عنوان انقلاب صنعتی شناخته می‌شود، بر روی تبدیل انرژی مانند آب، بخار، برق و نیروی احتراق تمرکز داشت. مرحله سوم که جدیدترین مرحله است، بر روی تبدیل اطلاعات تمرکز دارد. این مرحله با گسترش ارتباطات و داده‌های ذخیره ‌شده آغاز شد و اکنون به عصر الگوریتم‌ها وارد شده است. هدف الگوریتم‌ها ایجاد فرایندهای خودکار برای تبدیل اطلاعات موجود به دانش قابل استفاده است. درواقع، نویسندگان معتقدند که عصر اطلاعات دوره سوم متاپارادایم بلندمدت است.

## اقتصاد
درنهایت، فناوری اطلاعات و ارتباطات (ICT) به‌عنوان بخشی مهم از اقتصاد جهانی تبدیل شد. فناوری اطلاعات و ارتباطات شامل رایانه‌ها، دستگاه‌های الکترونیکی مصرفی، فیبر نوری، ماهواره‌های مخابراتی، اینترنت و سایر ابزارهای ICT است. توسعه شبکه‌های نوری و ریزرایانه‌ها بسیاری از مشاغل و صنایع را به‌طور قابل توجهی تغییر داد. نیکلاس نگروپونتی در کتاب خود به نام «دیجیتال بودن» که در سال ۱۹۹۵ منتشر شد، ماهیت این تغییرات را به‌خوبی بیان کرد. در این کتاب، او به شباهت‌ها و تفاوت‌های بین محصولات ساخته شده از اتم‌ها و محصولات ساخته شده از بیت‌ها می‌پردازد.

### شغل و توزیع درآمد
عصر اطلاعات بر نیروی کار به طرق مختلفی ازجمله ترغیب کارگران برای رقابت در بازار کار جهانی، تأثیر گذاشته است. یکی از نگرانی‌های آشکار، جایگزینی نیروی انسانی با رایانه‌هایی است که می‌توانند کار خود را سریع‌تر و مؤثرتر انجام دهند و درنتیجه شرایطی را ایجاد می‌کنند که در آن افرادی که کارهایی را انجام می‌دهند که به‌راحتی قابل خودکارسازی هستند، مجبور می‌شوند شغلی پیدا کنند که نیروی کارشان به آن اندازه قابل حذف نباشد. این امر به‌ویژه برای ساکنان شهرهای صنعتی مشکل ایجاد می‌کند، جایی که راه‌حل‌ها معمولاً شامل کاهش ساعات کاری است که اغلب با مقاومت شدید مواجه می‌شود. بنابراین، افرادی که شغل خود را از دست می‌دهند، ممکن است تحت فشار قرار بگیرند تا به مشاغلی ضروری‌تر (به‌عنوان مثال مهندس‌ها، پزشک‌ها، وکیل‌ها، آموزگارها، استادهای دانشگاه، دانشمندها، مدیرهای کارآفرین، روزنامه‌نگارها، مشاورها) منتقل شوند که قادر به رقابت موفقیت‌آمیز در بازار جهانی هستند و دستمزد (نسبتاً) بالایی دریافت می‌کنند.
عصر اطلاعات نه‌تنها منجر به خودکارسازی بسیاری از مشاغل شده است، بلکه مشاغل سنتی طبقه متوسط (مانند مونتاژ، پردازش رایانه‌ای داده‌ها، مدیریت و نظارت) را نیز به دلیل برون‌سپاری به کشورهای در حال توسعه از بین برده است. کارگران تولید و خدمات در جوامع فراصنعتی (توسعه یافته) نمی‌توانند با کارگران کشورهای در حال توسعه رقابت کنند، بنابراین یا شغل خود را از دست می‌دهند یا مجبور به پذیرش کاهش دستمزد یا انجام مشاغل خدماتی کم مهارت و کم‌درآمد می‌شوند. در گذشته، سرنوشت اقتصادی افراد به سرنوشت کشورشان گره خورده بود. به‌عنوان مثال، زمانی کارگران در ایالات متحده آمریکا نسبت به کارگران سایر کشورها حقوق خوبی دریافت می‌کردند؛ اما با ظهور عصر اطلاعات و پیشرفت‌های ارتباطی، این موضوع دیگر صدق نمی‌کند، زیرا کارگران اکنون باید در یک بازار کار جهانی رقابت کنند که در آن دستمزدها کمتر تحت تأثیر عملکرد اقتصادهای فردی هستند.
اینترنت امکان جهانی شدن اقتصاد را به وجود آورده و فرصت‌ها را در کشورهای در حال توسعه نیز افزایش داده است و کارگران در این کشورها را قادر ساخته است تا خدمات حضوری ارائه دهند و درنتیجه به‌طور مستقیم با همتایان خود در سایر کشورها رقابت کنند. این مزیت رقابتی به معنای افزایش فرصت‌ها و دستمزدهای بالاتر است.

## نوآوری‌ها
عصر اطلاعات با توسعه فناوری در انقلاب دیجیتال امکان‌پذیر شد که خود بر اساس پیشرفت‌های انقلاب صنعتی دوم یا انقلاب فناوری ساخته شده بود.

### ترانزیستورها
آغاز عصر اطلاعات را می‌توان با توسعه فناوری ترانزیستور مرتبط دانست. مفهوم ترانزیستور اثر میدان یا «فِت» برای اولین بار توسط ژولیوس ادگار لیلینفلد در سال ۱۹۲۵ مطرح شد. اولین ترانزیستور عملی، ترانزیستور تماس نقطه‌ای بود که توسط مهندسان والتر هاوسر براتین و جان باردین در حین کار برای ویلیام شاکلی در آزمایشگاه‌های بل در سال ۱۹۴۷ اختراع شد. این یک پیشرفت بزرگ بود که پایه‌های فناوری مدرن را بنا گذاشت. تیم تحقیقاتی شاکلی همچنین در سال ۱۹۵۲ ترانزیستور پیوندی دوقطبی را اختراع کردند. پرکاربردترین نوع ترانزیستور، ترانزیستور اثرِ میدانیِ نیم‌رسانا اکسید-فلز یا ماسفت است که توسط محمد محمد عطاالله و داوون کانگ در آزمایشگاه‌های بل در سال ۱۹۶۰ اختراع شد. فرآیند ساخت سیماس یا نیم‌رسانای اکسید-فلز مُکمِّل توسط فرانک وانلاس و چی-تانگ ساه در سال ۱۹۶۳ توسعه یافت.

## اقتصاد، جامعه و فرهنگ
مانوئل کاستلز در کتاب «عصر اطلاعات: اقتصاد، جامعه و فرهنگ» زمانی که از وابستگی متقابل جهانی ما و روابط جدید بین اقتصاد، دولت و جامعه می‌نویسد، چیزی که کاستلز آن را «جامعه نوظهور» می‌نامد؛ اهمیت عصر اطلاعات را به تصویر می‌کشد. او هشدار می‌دهد که صرفاً به دلیل اینکه انسان‌ها بر دنیای مادی مسلط شده‌اند، به این معنی نیست که عصر اطلاعات پایان تاریخ است.
درواقع، برعکس است: اگر تاریخ را به‌عنوان یک فرآیند پیوسته و دائمی درک کنیم که پس از هزاران سال نبرد ماقبل تاریخ با طبیعت، ابتدا برای زنده ماندن و سپس برای تسخیر آن، گونه ما به سطحی از دانش و سازمان اجتماعی رسیده است که به ما اجازه می‌دهد در جهانی عمدتاً اجتماعی زندگی کنیم، پس تاریخ تازه آغاز شده است. این آغاز یک زندگی جدید و درواقع آغاز یک عصر جدید است، عصر اطلاعات که در آن فرهنگ از اساس مادی وجود ما مستقل است.
توماس چترتون ویلیامز در مقاله‌ای برای مجله آتلانتیک، درباره خطرات ضد روشنفکری در عصر اطلاعات هشدار می‌دهد. او می‌گوید که اگرچه دسترسی به اطلاعات در این عصر آسان‌تر از همیشه است، اما بیشتر اطلاعات بی‌ربط یا بی‌پایه است. تأکید عصر اطلاعات بر سرعت در برابر تخصص، منجر به ایجاد فرهنگ سطحی شده است که در آن حتی نخبگان نیز ارزش اندیشه‌های عمیق را زیر سؤال می‌برند.